# Bactrocera nigella
Bactrocera nigella är en tvåvingeart som först beskrevs av Drew 1968.  Bactrocera nigella ingår i släktet Bactrocera och familjen borrflugor. Inga underarter finns listade.